# Hlava fráze
Hlava fráze nebo jádro fráze je v lingvistice slovo, které určuje syntaktickou kategorii této fráze. Například hlavou jmenné fráze boiling hot water (vařící voda) je podstatné jméno water (voda). Obdobně hlavou složeniny je její kmen, který určuje sémantickou kategorii složeniny. Například hlava složeného substantiva handbag (kabelka) je bag (taška), protože handbag je taška, a ne ruka. Ostatní prvky fráze nebo složeniny modifikují hlavu, a proto jsou na hlavě závislé. Fráze a složeniny s hlavou se nazývají endocentrické, zatímco exocentrické (“headless“) fráze a složeniny (pokud existují) jasnou hlavu postrádají. Hlavy jsou klíčové pro určení směru větvení. Fráze s hlavou na začátku vytvářejí pravé větvení, fráze s hlavou na konci levé větvení, a fráze s hlavou uprostřed kombinují levé a pravé větvení.

## Základní příklady
Uvažujme následující výrazy:
big red dog
birdsong
Slovo dog je hlavou fráze big red dog (velký rudý pes), protože určuje, že se jedná o jmennou frázi, nikoli o adjektivní frázi. Protože adjektiva big (velký) a red (červený/rudý) modifikují podstatné jméno tvořící hlavu, jsou na něm závislými členy. Podobně ve složeném podstatném jménu birdsong je kmen song hlavou protože určuje základní význam složeniny. Kmen bird tento význam modifikuje, a je proto závislým na song. Birdsong je druh písně, ne druh ptáka. Opačně, songbird je druh ptáka protože kmen bird je hlavou této složeniny. Hlavy fráze můžeme často identifikovat pomocí testu složkovosti. Například nahrazení fráze big red dog jediným slovem vyžaduje dosazení podstatného jména (nebo zájmena), ne přídavného jména.

## Reprezentující hlavy

### Stromy
Mnoho teorií syntaxe reprezentuje hlavy pomocí stromové struktury. Tyto stromy jsou obvykle organizovány jednou ze dvou relací: buď složkovou relací frázových gramatik nebo závislostní relací závislostních gramatik. Obě relace jsou znázorněny následujícími stromy:
Složková relace je znázorněna vlevo, závislostní relace vpravo. Ve složkových stromech jsou hlavy identifikovány pomocí zkratky kategorie, zatímco v závislostních stromech jsou sama slova návěstími. Podstatné jméno (noun, N) stories je hlavou přídavného jména (A, adjective) funny. Ve složkových stromech vlevo podstatné jméno promítá svou kategorii do mateřského uzlu tak, že celá fráze je identifikovaná jako jmenná fráze (NP). V závislostních stromech vpravo podstatné jméno reprezentuje jediný uzel dominující dalšímu uzlu, který reprezentuje přídavné jméno, což je situace, která také identifikuje celek jako NP. Složkové stromy jsou strukturálně stejné jako jejich závislostní protějšky, rozdíl je v tom, že se pro značení hlav a závislých členů používají jiné konvence. Konvence ilustrované těmito stromy jsou pouze několika z nástrojů, které gramatici využívají pro identifikaci hlav a závislých členů. Zatímco některé konvence se vyskytují hojně, jsou obvykle podobný těm, které jsou použity zde.

### Další stromy
Čtyři stromy výše ukazují strukturu s hlavou na konci. Následující stromy ilustrují další struktury s hlavou na konci i struktury s hlavou na začátku a s hlavou uprostřed. Vlevo jsou složkové stromy (popsané a.), vpravo závislostní stromy (popsané b.). Od tohoto místa se tato konvence používá všude tam, kde se slova vyskytují jako návěstí uzlů. Další čtyři stromy jsou další příklady frází s hlavou na konci:
Následuje šest stromů ilustrujících fráze hlavou na začátku:
A následujících šest stromů jsou příklady fráze s hlavou uprostřed:
Složkové stromy s hlavou uprostřed zde předpokládají tradičnější analýzu n-árního větvení. Protože prominentní frázové gramatiky (například většina prací v teorii řízenosti a vázání a v minimalistickém programu) připouštějí pouze binární větvení, tyto stromy hlavou uprostřed mohou vyvolávat kontroverze, protože používají trojcestné větvení.

### Stromy v teorii X s pruhem
I teorie X s pruhem uznává fráze s hlavou na začátku, s hlavou na konci, i s hlavou uprostřed, i když znázornění hlavy je v ní méně přímé. Standardní schéma X-bar pro angličtinu je takovéto:
V této struktuře se objevuje jak hlava na začátku tak hlava na konci, které dávají strukturu s hlavou uprostřed. Objevuje se zde hlava na začátku, protože hlava X0 předchází svůj komplement, i hlava na konci, protože projekce X' hlavy následuje její specifikátor.

## Jazyky s hlavami na počátku a s hlavami na konci
Někteří typologové jazyků klasifikují syntax jazyka podle parametru směru hlavy v pořadí slov ve větě, tedy podle toho, zda fráze má hlavu na začátku (= pravé větvení) nebo hlavu na konci (= levé větvení), přičemž předpokládají, že pořadí slov je vždy pevné. V angličtině převládají struktury s hlavou na začátku, což je ilustrováno na následujícím závislostním stromu první věty z povídky Proměna Franze Kafkay:
Strom ukazuje, do jaké míry je angličtina primárně jazyk s hlavami na začátku. Při zpracování věty zleva doprava převládají klesající větve. Většina závislostí má hlavu před členy na ní závislými, i když se ve stromě vyskytují i závislosti s hlavou na konci. Například závislosti determinátor-substantivum, přídavné jméno-substantivum a podmět-sloveso mají hlavu na konci. Většina ostatních závislostí v angličtině však má hlavu na začátku, jak je patrné z výše uvedeného stromu. Kombinování závislostí s hlavou na počátku a hlavou na konci je v jazycích běžné. Jazyky s čistě počátečními hlavami nebo čistě koncovými hlavami pravděpodobně neexistují, i když existují jazyky, které mají velmi silný sklon používat pouze jeden druh hlav, například japonština.
Následující strom znázorňuje stejnou větu z Kafkovy povídky v japonštině. Konvence popisu pocházejí z Lehmanna. Je dobře vidět, do jaké míry japonština používá koncové hlavy:
Naprostá většina řazení závislých na hlavě v japonštině má hlavu na konci. Tato skutečnost je v tomto stromě zjevná, protože při zpracování věty zleva doprava převládají stoupající větve. Pořadí slov podle závislosti má tedy v japonštině opačný smysl než v angličtině.

## Značení na řídicím členu vs. značení na závislém členu
Jedna z klasifikací jazyků podle morfologie vychází z toho, zda fráze používají značení na řídicím členu nebo značení na závislém členu. Určitá závislost je vyznačena na řídicím členu, pokud určitá vlastnost závislého členu ovlivňuje tvar hlavy, a je vyznačena na závislém členu, pokud určitá vlaastnost hlavy ovlivňuje tvar závislého členu.
Například u přivlastňovacího pádu v angličtině se přivlastňovací značení ('s) objevuje na závislém členu (vlastníkovi), zatímco v maďarštině na substantivní hlavě:
|  | angličtina: | man's dům                           |
|  | maďarština: | az ember ház- ( man dům-POSSESSIVE) |

## Prozodická hlava
V prozodické jednotce je hlava část, která sahá od první přízvučné slabiky až k tonické slabice. Horní hlava je přízvučná slabika, kterou začíná hlava, a má vysoký tón, obvykle vyšší než počáteční výška tónu tonické slabiky. Například:
↑bus was late.
Dolní hlava je slabika, kterou začíná hlava, a má nízký tón, obvykle nižší než počáteční výška tónu tonické slabiky.
↓bus was late.